# WV22
Le tombeau WV 22 dans l'aile occidentale de la vallée des Rois, dans la nécropole thébaine sur la rive ouest du Nil face à Louxor en Égypte, a été utilisé comme sépulture pour l'un des plus grands dirigeants du Nouvel Empire, Amenhotep III.

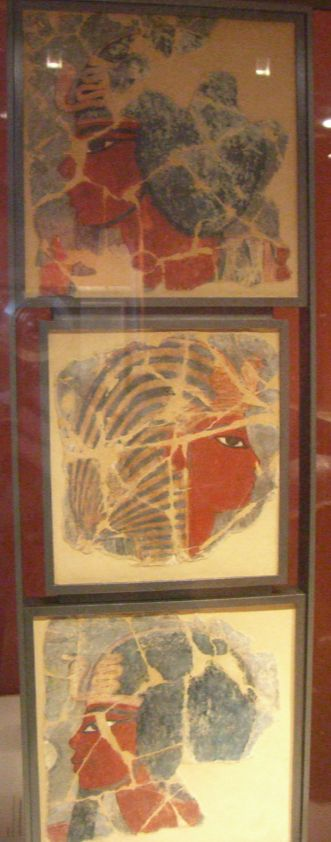
Portraits d'Amenhotep III provenant de sa tombe

Il a été officiellement découvert par Jean-Baptiste Prosper Jollois et Édouard de Villiers du Terrage, ingénieurs participant à l'expédition de Bonaparte en Égypte en août 1799 mais il a probablement été ouvert auparavant.
Entre 1905 et 1914, Theodore Monroe Davis a effectué des fouilles dans la tombe mais les détails de ses travaux ne sont pas connus. Du 8 février au 8 mars 1915, Howard Carter, avec le mécénat de Lord Carnavon a effectué une description complète de l'intérieur de la tombe.
L'hypogée est fermé au public car il est en cours de restauration par une équipe japonaise de la mission archéologique égyptienne de l'université Waseda depuis septembre 1989.